# Anasterias pedicellaris
Anasterias pedicellaris är en sjöstjärneart som beskrevs av Jean Baptiste François René Koehler 1923. Anasterias pedicellaris ingår i släktet Anasterias och familjen trollsjöstjärnor. Inga underarter finns listade i Catalogue of Life.